# Mirage Shopping Center
Mirage Shopping Center (také obchodní centrum Mirage, OC Mirage) je obchodní centrum v Žilině na Slovensku. Pro veřejnost bylo otevřeno 15. listopadu 2010. Má 7 podlaží (3 podzemní a 4 nadzemní). Součástí centra je rozsáhlé několikapodlažní kryté parkoviště.
Výstavba začala v roce 2008. Během výstavby byly nalezeny pozůstatky Žilinského hradu, které se přemístily do vnitřní expozice obchodního centra. Byla zbourána budova bývalé fary, což vyvolalo nespokojenost. Netypické je i umístění přímo v centru města, na hranici památkové rezervace.